# Marché de la Batte
Pour les articles homonymes, voir Batte.
Le marché de la Batte, communément appelé la Batte par les Liégeois, est un marché dominical, connu internationalement, situé le long de la rive gauche de la Meuse à Liège en Belgique.
Datant de 1561, c'est le plus ancien marché du pays et, avec ses 4 à 5 millions de visiteurs annuels, l'un des plus importants d'Europe.

## Origine du nom
En wallon liégeois, batte désignait à l'origine un « batardeau » puis, par extension, ce terme a aussi acquis le sens de « digue » ou de « quai »,. Le marché dominical de La Batte, bien qu'actuellement plus étendu, a conservé le nom du lieu où jadis il était uniquement installé : La Batte.

## Historique
Vers 1549, l'autorité communale décide d'élever un mur d'eau (une batte) le long de la Meuse permettant l'accostage des bateaux.
Cet ouvrage devient le plus important port fluvial de la Cité de Liège et permet au quartier de la paroisse intra muros de Saint-Jean-Baptiste de devenir le centre du commerce liégeois. C'est là que sont édifiés, en bord de Meuse, la bourse de commerce, le marché aux grains (appelé Muids ou Muyds[réf. nécessaire]), la grande Halle à Meuse pour le grain et le vin, la halle aux viandes et le poids public.
Dès 1561, le marché au bétail, qui se tenait sur la rive droite de la Meuse[réf. nécessaire], est transféré sur La Batte, plus attractive en tant que centre de commerce[pourquoi ?]. Il est rejoint quelques années plus tard par les marchands de fruits et légumes qui quittent le Grand marché pour y établir leurs étals[réf. nécessaire].
C'est sur ce quai qu'à partir de 1594, une foire annuelle, instaurée par la volonté du prince-évêque Ernest de Bavière en septembre et en l'honneur de saint Lambert[réf. nécessaire], amène camelots, forains, bateleurs, comédiens, bonimenteurs, vendeurs de remèdes divers et arracheurs de dents qui, selon l'historien liégeois Jean-Denys Boussart, seraient à l'origine des premiers théâtres publics liégeois. Cette foire est l’ancêtre de l'actuelle plus grande fête foraine de Belgique : la foire de Liège, qui ne quittera La Batte qu'en 1859 pour son espace actuel.
En 1663, le prince évêque Maximilien-Henri de Bavière transfère la foire hebdomadaire aux chevaux du port fluvial de la place aux chevaux sur le port de La Batte car, par sa situation sur le lit principal du fleuve, plus aisé et direct d'accès. Les brocanteurs, chassés de la première cour du Palais des princes-évêques[Quand ?] rejoignent, à leur tour, les lieux.
Depuis février 1965, des autobus ayant remplacé les trolleybus de la ligne no 24, la circulation du transport en commun est déviée jusqu'à 18 heures. À partir de 2025 et la mise en service du tramway de Liège, celui-ci est dévié jusqu'à 19 heures pour permettre un nettoyage suffisant de sa zone de circulation. 
Le 1er janvier 2012, le marché est annulé par les autorités communales pour cause de concordance avec le premier jour de l'an (férié). Depuis qu’il existe des archives[Depuis quand ?], c'est la première fois qu’il n’y a pas de marché dominical le long de la Meuse.
Étant un centre crucial de la vie sociale, de nombreuses anecdotes ont émaillé l'histoire du marché telle celle, du 23 octobre 2011, où il est le théâtre d’un duel à l’épée quand deux jeunes gens s'emparent de deux armes exposées dans un stand.

## Description

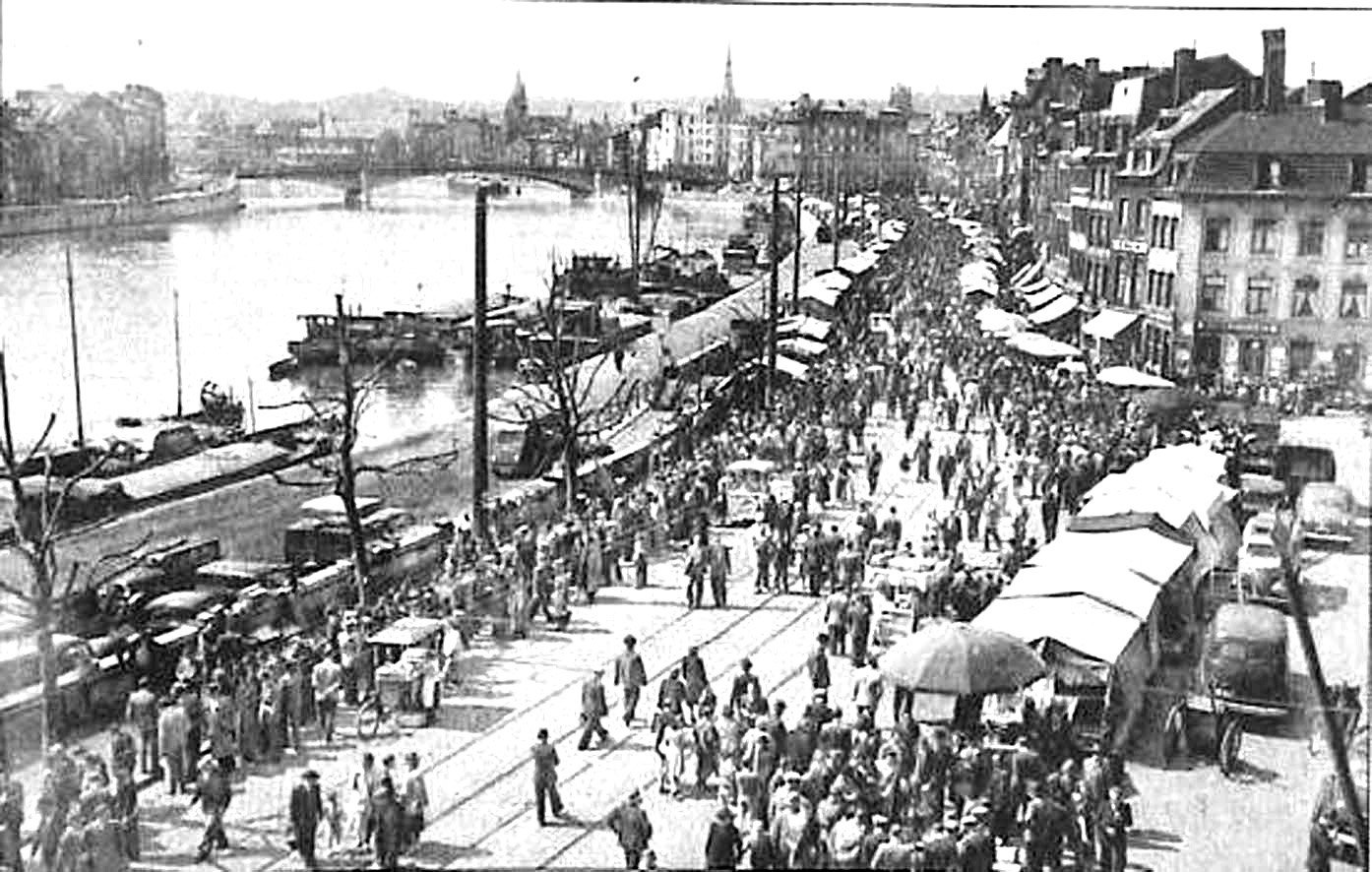
Dans les années 1950, quai de Hongrée (à l'avant plan) et La Batte (en arrière-plan).

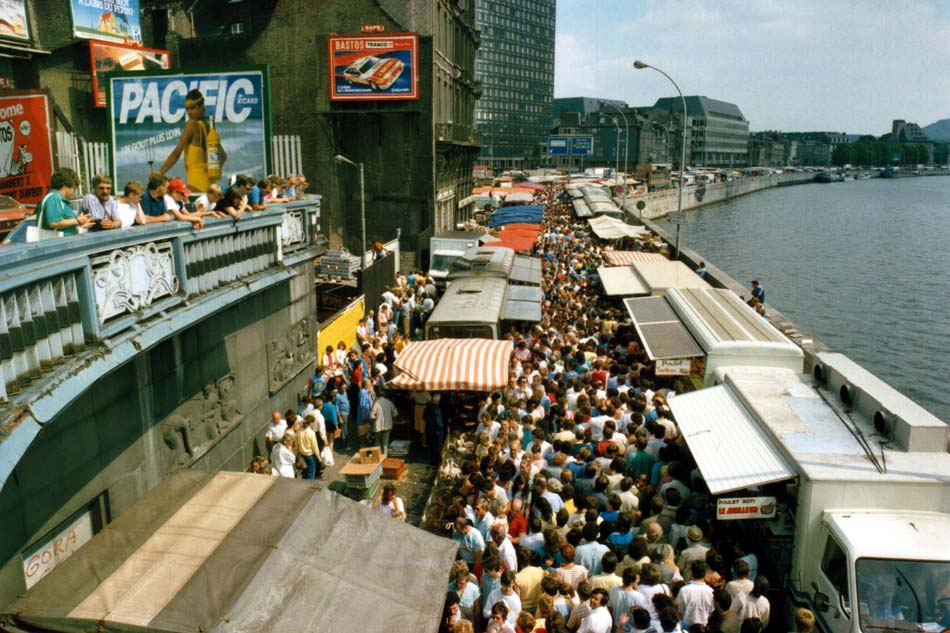
En juillet 1986, quai de la Ribuée.

En activité tous les dimanches, c'est, avec ses 3,6 km d'étals et une superficie totale de vente qui avoisine les 10 000 m2, un des plus grands marchés d'Europe. Avec un chalandage pouvant atteindre, par beau temps, les 100 000 personnes, il est aussi l'un des plus attrayants. Sa réputation, qui s'exerce bien au-delà de la région liégeoise, attire aussi bien une fréquentation internationale d'Aixois et de Maastrichtois que de la région bruxelloise.

Avant l'introduction de l'euro comme monnaie unique, les prix étaient, par ailleurs, le plus souvent affichés en franc belge, en florin néerlandais et en mark allemand et les payements acceptés dans ces trois devises.
Si, au début des années 1990, plus d'un demi-millier de commerces s'y rassemblaient, on dénombre, en 2011, 350 marchands abonnés auxquels s'ajoutent, chaque dimanche, de 50 à 70 vendeurs occasionnels.
La diversité des articles mis en vente est très grande : antiquités, brocante, livres et disques compacts ou disques vinyles neufs et d'occasion, viande, volaille et poissons, vins, fromages, fruits et légumes, bijoux de fantaisie, colifichets, cuirs, bonneterie, vêtements, fleurs et plantes, oiseaux et poissons exotiques, animaux de basse-cour, chiens, chats, chèvres, articles ménagers ainsi que les inventions d'inventeurs amateurs et de nombreuses baracks (« petites boutiques », « échoppes » — entre autres — en wallon liégeois) proposant des spécialités culinaires allant des frites accompagnées de sauce aux mets les plus exotiques.
Bonimenteurs, camelots et autres marchands ambulants, souvent rejoints par des artistes de rue ou des étudiants en arts du spectacle testant leur savoir-faire,, font du marché dominical un spectacle vivant ouvert à tous les vents. Par leur tchatch (« loquacité » en wallon liégeois) et leurs boniments, le marché reste ce qu'il a toujours été : une longue fresque colorée et un endroit de mixité sociale privilégié où apprécier la nature humaine. Cette ambiance se prolonge dans les nombreux bistros, tel le typiquement liégeois Café Lequet (dont la spécialité est le boulet à la liégeoise), et les restaurants servant des cuisines issues des quatre coins de la planète qui jalonnent le marché.

## Localisation
De sa situation ancestrale limitée à La Batte, le marché occupe actuellement la rive gauche de la Meuse entre le quai Roosevelt et le quai Saint-Léonard (jusqu'à la rue de la Linière) ainsi que la rue de la Cité.

## Horaire et accès
- La vente est autorisée tous les dimanches de 8 h 00 à 14 h 30.
- La gare de Liège-Saint-Lambert (gare du Palais) est distante de 500 mètres.
- La ligne de tram dessert la station Pont Maghin située sur la place des Déportés. En bus, l'accès direct est assuré :
  - à l'arrêt Place des Déportés par la ligne 6 (anciennement 4) ;
  - à l'arrêt Rue de la Cité par les lignes 4 (anciennement 10), 11 (anciennement 18 et 70), 24 (anciennement 13), 33 (anciennement 71), 38 (anciennement 60 et 72), 39 et 73 ;
  - et à l'arrêt Place Cockerill par les lignes 3, 17 (anciennement 33), 26, 27 (anciennement 33) et 29 du TEC Liège-Verviers.
- Sur le quai Sur-Meuse, un embarcadère, la station Centre ville, permet d'emprunter la navette fluviale.
- Les parcs de stationnement[13] les plus proches sont :
  - Place des Déportés : à ciel ouvert,
  - parking Kennedy : rampe du pont Kennedy, en partie à ciel ouvert et en partie couvert,
  - parking Charles Magnette : rue Sœurs-de-Hasque, couvert.

## Polémique
Le projet du retour du tram à Liège suscite la polémique quant au tracé de la ligne no 1 entre la place Saint-Lambert et Coronmeuse. Elle est plus particulièrement centrée sur l'impact négatif en termes de nuisances, pendant la durée des travaux, et de places disponibles, après leur réalisation, vis-à-vis du marché,.

## Émulations
- À Bomal, le marché dominical, créé en 1978, porte le nom de La Petite Batte[17].
- À Wahlwiller, est organisée dans les ruelles une reconstitution de la Batte, appelée Luikse markt feesten, chaque premier week-end d'août[18].